# Cástulo de Roma
Cástulo (s. III -Roma, 286) fue un funcionario romano, venerado como mártir por la Iglesia Católica. Su fiesta se celebra el 26 de marzo.

## Leyenda
Según la tradición, era chambelán del emperador Diocleciano, y esposo de Irene de Roma
Convertido al cristianismo, prestó su casa para los servicios religiosos cristianos dentro del propio palacio del emperador, en el que oficiaron el rito San Marcos y San Marcelino.  Es uno de los santos asociados a la vida de San Sebastián.
Junto a su amigo San Tiburcio recorrió Roma convirtiendo hombres y mujeres al cristianismo, y llevándoles ante el papa Cayo para que fueran bautizados.  Posteriormente fue traicionado por un apóstata cristiano llamado Torcuato y llevado ante Fabiano, prefecto de la ciudad.   
Cástulo fue torturado y ejecutado para ser enterrado vivo en tierra en la Vía Labicana.
Según la tradición, su mujer Irene rescató, protegió y curó a Sebastián, enterrando más tarde su cuerpo cuando finalmente fue ejecutado. Ella también sufriría martirio en el 288.

## Onomástico y Culto público
Existe una iglesia dedicada a su nombre en Roma, construido en el que supone que fue el lugar del martirio. Existe al menos desde el siglo VII.
Cástulo fue venerado en Baviera y posteriormente sus reliquias fueron llevadas a Moosburgo. El duque Enrique el León comenzó la construcción de la catedral de San Cástulo en Minster en 1171. En 1604, sus restos fueron llevados a Landshut y descansan en la iglesia de san Martín.